# Доберсдорф
Доберсдорф (нем. Dobersdorf) — община в Германии, в земле Шлезвиг-Гольштейн. 
Входит в состав района Плён. Подчиняется управлению Зелент/Шлезен.  Население составляет 1154 человека (на 31 декабря 2010 года). Занимает площадь 21,91 км².